# 乔纳森·斯佩克特
乔纳森·斯佩克特（英語：Jonathan Spector，1986年3月1日—）出生於美國伊利诺伊州阿靈頓高地，美國已退役職業足球員，司職後衛和中場，現時效力蘇格蘭足球超級聯賽球會希伯尼安。他的學徒時期是司職前鋒，但到了職業時期就轉型為後衛，主要司職右邊衛，但有時會踢防守形中場位置。

## 早年
史柏達在聖維阿托爾高中開始踢足球及在位於伊利諾州布法羅格羅夫的施瓦本足球會開展球員生涯，之後加盟芝加哥猛擊者（Chicago Sockers）。在2003年夏天，年滿17歲的史柏達於美國足球協會IMG足球學堂畢業。他的母親在德國錫根出生，他以德裔身份取得了德國護照，因此不需要工作證便能在英格蘭踢球。
斯佩克特的祖父是NBA籃球員阿特·斯佩克特（Art Spector），他是首位加盟波士顿凯尔特人的籃球員。

## 球會生涯
曼聯
2003年的牛奶盃中，正在代表美國U17的斯佩克特被曼聯球探發現。斯佩克特原本是踢前鋒，但由於國家隊受到傷患困擾，他只好客串出任防守球員。由於斯佩克特出色的防守表現，使球探向球會推薦他。
在2003年夏季正式加盟曼联，並於2004年8月的英格蘭社區盾對阿仙奴的比賽首度上陣。在2004年12月，主教練弗格森告知斯佩克特外借至英超聯球會布莱克本至季末。但是，由於曼聯後防球員受到傷患困擾，迫使弗格森暫緩了史柏達的外借，直到2005年1月31日冬季轉會窗最後一天亦未能成事。在2005－06年英超聯賽季開季前，他被外借至英超球會查尔顿竞技一季以獲得一隊比賽經驗，期間共有16次先發及8次替補上場。斯佩克特效力曼聯期間共上陣8次，其中3次為聯賽。
韋斯咸
斯佩克特在2006年6月以500,000英鎊轉會至倫敦球會西汉姆联。在2006年9月28日，欧洲联盟杯第一輪對在西西里島作客巴勒莫首度上陣，以3-0戰敗且出局。他在2006/07球季於所有比賽共上陣28次。史柏達加盟韋斯咸最初只是一名後備球員，但由於球隊後防受到傷患困擾，加上他能勝任4個後衛位置，因此他得到較多的機會。在2007年11月11日，史柏達射取得在英超聯及韋斯咸的首個入球，協助球隊以5-0大勝打比郡，但該球後來判定為艾迪·路易斯的烏龍球。
斯佩克特由於受傷而缺席了2008/09球季大部份賽事。但在2009/10球季，受惠於盧卡斯·尼爾的離隊，他參加了27場英超比賽。雖然他是右腳球員，但他在該賽季主要出任左邊衛。主教練吉安弗蘭科·佐拉離開球會後，新教練艾林·格蘭安排斯佩克特在中場位置。2010年11月30日的英聯賽對曼聯的比賽中，他不但取得首個進球，還梅開二度，助球隊4-0淘汰他的前球會曼聯。後來他亦在該賽取得首個英超進球，以2-2戰平愛華頓。2011年6月，斯佩克特約滿離開西汉姆联。
伯明翰城
2011年8月2日，斯佩克特轉投另一支一同降級球隊伯明翰城，簽約兩年。他在欧洲联盟杯的作客國民體育會的比賽中首次代表球會上場，以0-0悶和。3天後他首次在英冠聯賽上場，球隊以3-1負於米德尔斯堡。在伯明翰最初的幾個月，他是踢中場位置，但由於不太習慣而改踢右邊衛，司職右邊衛的他表現良好及可靠而成為一隊主力。2012年8月28日對考文垂的聯賽盃中，他代表球會打進首個入球。

## 國家隊
斯佩克特入選美國U17參加2003年在芬蘭舉行的世界少年足球錦標賽。他首次代表美國成年隊是在2004年11月17日的2006世界盃外圍賽，對牙買加國家隊。
在2005年，斯佩克特代表美國U20參加世界青年足球錦標賽。2005/06球季季末，他入選2006年世界盃大軍陣容的考察名單中，可惜在4月17日對朴茨茅斯的比賽中受傷，使他錯過參加世界盃的機會。
在2007年6月，史柏達代表國家隊參加2007年美洲金盃，並在決賽以2-1於擊敗墨西哥國家隊。可是他在該場比賽中因傷而被換下，他被換下後美國的本尼·费尔哈伯立即攻入致勝窩利球。
由於史蒂夫·切伦多洛和弗兰基·海杜克的受傷，使斯佩克特入選美國國家隊參加2009年洲際國家盃，所有比賽均司職右邊衛。在分組賽最後一場比賽對埃及中，他助攻克林特·邓普西攻關鍵的一球，使美國以進球數球多的優勢進入半決賽。在決賽對巴西的賽事中，他再一次助攻邓普西，替比賽打開紀錄。
斯佩克特在2009年的2010年世界盃外圍賽中由於奥古齐·奥涅乌受傷，他需要客串中衛。10月24日對哥斯達黎加的比賽中，由於美國已出線，他因此油沒有被徵召，但被徵召參加在11月和3月舉行的友誼賽。雖然國家隊教練鲍勃·布拉德利徵召了斯佩克特參加2010年世界盃，但沒有參加過任何一場賽事。在後來對巴西和哥倫比亞的友誼賽中，斯佩克特重奪先發身份，司職右邊衛。

## 外部連結
- 足球資料庫
- Yanks Abroad（页面存档备份，存于）